# Maltrana
Maltrana es una localidad del municipio burgalés de Valle de Mena, en la Comunidad Autónoma de Castilla y León (España). 
La iglesia está dedicada a san Miguel.

## Localidades limítrofes
Confina con las siguientes localidades:
- Al norte con Ungo.
- Al noreste con Opio.
- Al sureste con Menamayor.
- Al sur con Entrambasaguas.
- Al oeste con Maltranilla.

## Demografía
Evolución de la población
| Gráfica de evolución demográfica de Maltrana entre 2000 y 2017     |
|                                                                    |
| Población de derecho (2000-2017) según el padrón municipal del INE |

## Historia
Así se describe a Maltrana en el tomo XI del Diccionario geográfico-estadístico-histórico de España y sus posesiones de Ultramar, obra impulsada por Pascual Madoz a mediados del siglo XIX:

Lugar en la provincia, audiencia territorial y capitanía general de Burgos (8 ½ leguas), partido judicial de Villarcayo (6 ½) y diócesis de Santander (15); Situado en llano al pie E de una cuesta entre el río Nervión y el camino nuevo que conduce a Bilbao, Castro-Urdiales y Burgos; reinan los vientos E y O, y el clima es propenso a las afecciones de pecho y catarrales, y en verano a erisipelas y fiebres biliosas. Tiene 6 casas, y una iglesia parroquial (San Miguel Arcángel) aneja de la de Covides. Confina N Presillas; E Menamayor; S Entrambasaguas, y O Mantranilla. El terreno es delgado y a propósito para trigo; le baña por N el citado río Nervión que se dirige hacia el pueblo de Virgo, y va tomando incremento con los riachuelos que se le unen; al O del término se encuentra un monte de corta extensión poblado de carrascas. Caminos: los que dirigen a los pueblos limítrofes. Correos: la correspondencia se recibe de Villarcayo por valijero los lunes, jueves y sábados, saliendo los martes, viernes y domingos. Producciones: trigo, maíz y patatas; ganado lanar y vacuno en corto número; caza de liebres, perdices y jabalíes; y pesca de truchas. Industria: la agrícola. Población: 5 vecinos, 19 almas. Capital imponible: 123 reales.
Diccionario geográfico-estadístico-histórico de España y sus posesiones de Ultramar